# Lasse Anderson (låtskrivare född 1958)
För andra betydelser, se Lars Andersson.
Lasse Anderson, Lars Olof Stig Andersson, född 17 maj 1958 i Boo församling, är en svensk musiker, musikproducent, låtskrivare och skivbolagsinnehavare. 
Han är son till musikförläggaren Stikkan Anderson och Gudrun Anderson, ogift Rystedt, samt yngre bror till Marie Ledin som är gift med artisten Tomas Ledin.
Lasse Anderson är sedan 1982 gift med Agneta Eilertsen och har tre barn.

## Låtar
- Big Big World, skriven tillsammans med Emilia Rydberg, balladlåt framförd av Emilia Rydberg, världshit 1998–1999.[3]
- I Won't Cry, Elin Lantos genombrottshit 2004[4], även tolkad av Emilia Rydberg 2008.[5]
- Money, poplåt framförd av Elin Lanto i svenska Melodifestivalen 2007 (utslagen i andra chansen).[6]

### Fotnoter
1. ↑  Sveriges befolkning 1970, CD-ROM, Version 1.04, Sveriges Släktforskarförbund.
2. ↑  Fakta: Lasse Anderson Aftonbladet 1998-10-04.
3. ↑  Information i Svensk mediedatabas.
4. ↑  Information i Svensk mediedatabas.
5. ↑  Information i Svensk mediedatabas.
6. ↑  Information i Svensk mediedatabas.